# Седакова, Ирина Александровна
Ирина Александровна Седакова (род. 17 марта 1955) — российский лингвист-славист. Доктор филологических наук (2008), профессор кафедры теоретической и прикладной лингвистики факультета теоретической и прикладной лингвистики Института лингвистики РГГУ. Ведущий научный сотрудник и заведующая отделом типологии и сравнительного языкознания Института славяноведения РАН. Руководитель Центра лингвокультурных исследований BALCANICA, вице-президент комиссии «Календарные обряды» при Международном обществе этнологов и фольклористов (SIEF), ученый секретарь Российского комитета по изучению стран Юго-Восточной Европы (AIESEE), председатель Организационного комитета регулярных «Балканских чтений».
Область научных интересов: болгарский язык, этнолингвистика, социолингвистика, фольклор.

## Биография
Сестра поэтессы О. А. Седаковой. В 1978 году окончила филологический факультет МГУ. В альма-матер завершила аспирантуру, защитив в 1984 году кандидатскую диссертацию «Лексика и символика святочно-новогодней обрядности болгар».
В 1983—1991 годах преподавала на кафедре славянской филологии МГУ.
С 1991 года — в Институте славяноведения. С этого времени принимала участие в важнейших славяноведческих проектах: сбор материалов для «Малого диалектологического атласа балканских языков» (МДАБЯ), член авторского коллектива этнолингвистического словаря «Славянские древности».
В 1994—1996 гг. преподаватель в Университете Эксетера (Великобритания).
В 2007 защитила докторскую диссертацию «Лингвокультурные основы родинного текста болгар».
В ноябре 2010 года была гостем-профессором Университета Сассари (Сардиния, Италия).
С 2010 года в РГГУ, читает лекции по этнолингвистике и теории межкультурной коммуникации. С 2021 года — главный редактор журнала «Славяноведение».

## Основные работы
книги
- Балканские мотивы в языке и культуре болгар. Родинный текст. М.: «Индрик», 2007. — 432 с. (Традиционная духовная культура славян. Современные исследования).

статьи
- К изучению общеславянской лексики в русском и болгарском языках // Philologia slavica: К 70-летию академика Н. И. Толстого. М., 1993.
- Обрядовые аллюзии в болгарских паремиях // Балканские чтения-2: Символический язык традиционной культуры. М., 1993.
- Славянобалканские представления о демонах судьбы: трансформации во времени и пространстве // Время в пространстве Балкан: свидетельства языка. М., 1994.
- Ценностная ориентация клише и штампов в современной русской речи // Revue des Études Slaves. Paris, 1994. T. 66 (соавтор).
- О советизмах в современной русской речи // Знакомый незнакомец: социалистический реализм как историко-культурная проблема. М., 1995.
- Лучшее для лучших!: Система оценок в современной российской рекламе // Studia slavica Finlandensia. Helsinki, 1997. Т. 14.
- Матримониальные мотивы в славянских родинах // Кодови словенских култура. Београд, 1998. Бр. 3.
- Мизийский говор села Равна: современное состояние // Малый диалектологический атлас балканских языков: Материалы третьего рабочего совещания 18 декабря 1998 г. СПб., 1999.
- О «знаках» и «отметинах» в традиционной культуре южных славян (белег и нишан) // Славянские этюды: Сборник к юбилею С. М. Толстой. М., 1999.
- Из опыта работы над МДАБЯ: болгарская лексика по теме «Человек как личность» // Исследования по славянской диалектологии. М., 2001. Вып. 7.
- Культ Богородицы в славянских родинах // Родины, дети, повитухи в традициях народной культуры. М., 2001.
- Folk Religion and Politics in the Time of Transition // Acta ethnographica Academiae scientiarum Hungaricae. Szeged, 2001. T. 47.
- К проблеме заимствований в балканославянских языках и этнокультурных системах // Славянская языковая и этноязыковая системы в контакте с неславянским окружением. М., 2002.
- Судьба сакральных слов в славянских языках (между язычеством и христианством) // Славянское языкознание: Доклады российской делегации / XIII Международный съезд славистов, Любляна, август 2003 г. М., 2003.
- Балканское в терминологии и обрядности южнославянских родин // Доклады российских ученых / IX конгресс по изучению стран Юго-Восточной Европы (Тирана, 30.08-03.09.2004). СПб., 2004.
- Имя и традиция // Славянский вестник. М., 2004. Вып. 2. К 70-летию В. П. Гудкова.
- Folk Religion Studies in Russia // Ethnology of Religion / Ed. Gabor Barna. Budapest, 2004.
- Заимствованное слово и его этнокультурные коннотации: болг. късмет // ВЯ. 2005. № 3.
- Ребёнок в судьбе и жизненном сценарии взрослых // Традиционная культура. 2005. № 3.
- Балканските четения (1990—2005) // Български фолклор. София, 2006. № 3/4.
- Реклама и фолклор в съвременна Русия // Там же.
- The Ritual Year as Reflected in Proverbs: General notes // Proceedings of the Conference on the Ritual Year. Malta, 2006.
- Архаические модели и новая прагматика: имена неоязычников // Имя: семантическая аура. М., 2007. Вып. 1.
- Система цветообозначений в болгарском языке // Наименования цвета в индоевропейских языках: системный и исторический анализ. М., 2007.
- From Ideological Union to the European Union: Sociocultural Dimensions of the Bulgarian Regime Changeover // Dynamics of National Identity and Transnational Identities in the Process of European Integration / Edited by Elena Marushiakova. Cambridge: Cambridge Scholars Publishing, 2008. pp. 44–55.
- Распад «идеологических» языковых союзов: универсальное и специфическое // Славянское языкознание. XIV Международный съезд славистов. Доклады российской делегации. М.: Индрик, 2008. С. 429—450.
- Рускость / нерусскость в ценностной шкале российской оккультной рекламы // Калининград, 2008. Геополитика и русские диаспоры в Балтийском регионе: Сб. науч. трудов: В 2 ч. Ч.1: Гуманитарные аспекты проблемы: русские глазами русских. Калининград: Изд-во РГУ им. И. Канта, 2008. С. 182—201.
- Русская речь в балканском окружении // Карпато-балканский диалектный ландшафт: Язык и культура: Памяти Галины Петровны Клепиковой / Ин-т славяноведения РАН. Отв. ред. А. А. Плотникова. М., 2008. С. 202—222.
- Inventing the Ritual Year in Modern Russia // The Ritual Year and History (The Ritual Year 3). Strážnice: Národní ústav lidové kultury, 2008. P. 51-58.
- Folklore and Modern Russian Advertising // Revista d’etnologia de Catalunya. Barcelona. Num. 34. Abril 2009. Barcelona. P. 62-69.
- Семья как ценность и семейные ценности в нарративах старообрядцев Болгарии и Румынии // Категории родства в языке и культуре / Отв. ред. С. М. Толстая. М., 2009. С. 225—244.
- Традиционная и массовая культура в Интернете цитаты, квази-цитаты и аллюзии // Folk-art-net: новые горизонты творчества. От традиции к виртуальности. Сборник статей. М., 2009. С. 270—284.
- Балканские глаголы ‘хватать’: мотивы переходов и перемен в лексике и фразеологии // Переходы. Перемены. Превращения. Балканские чтения 10. Тезисы и материалы. 31 марта — 2 апреля 2009 года. М., 2009.
- Вербное воскресенье: растительный код и «цветочные» именины у болгар // Традиционная культура. 6. М., 2010. С. 115—121.
- Цветочные мифы в Интернете: фольклор и коммерция // От конгресса к конгрессу; Свет и цвет в романе Петре М.Андреевского «Пырей» // Балканский спектр: от света к цвету. Балканские чтения. Тезисы и материалы. М., 2011. С. 119—123.